# Pepinster
Pepinster [pepɛ̃stɛʁ] (de même en wallon, prononcé localement Pepinstèr) est une commune francophone de Belgique située en Région wallonne dans la province de Liège et faisant partie de l'agglomération de Verviers, ainsi qu’une localité où siège son administration.
Le bourg se trouve à quelques kilomètres à l'ouest de Verviers, au confluent de la Hoëgne et de la Vesdre. Il a été fortement touché par les importantes inondations de juillet 2021.

## Étymologie
Défrichement de Pépin, essart de Pépin (du wallon stèr). Ce Pépin peut être attribué à des gouverneurs et rois Pépinides tel que Pépin d’Herstal ou Pépin le Bref, père de Charlemagne, Pépin de Landen.

## Géographie

### Localisation
La commune est située dans l'est de la Belgique, au centre de la province de Liège, dans l'axe Verviers-Liège (sans prendre la route européenne 42), à l'est de Liège et à l'ouest de Verviers.
Le centre de la commune est situé au point de confluence entre la Hoëgne et la Vesdre, cette dernière étant un sous-affluent mosan.
En distances orthodromiques, elle est distante de 5,2 km de Verviers (chef-lieu de l'arrondissement), de 18 km de Liège (chef-lieu de la province de Liège), de 67,1 km de Namur (capitale wallonne) et de 106,6 km de Bruxelles (capitale de la Belgique).

#### Communes limitrophes
|                     | Herve     |          |
| Olne Trooz Sprimont | Pepinster | Verviers |
|                     | Theux     |          |

### Sections de commune
| # | Nom       | Superf. (km²) | Habitants (2020) | Habitants par km² | Code INS   |
| - | --------- | ------------- | ---------------- | ----------------- | ---------- |
| 1 | Pepinster | 10,98         | 3.334            | 304               | 63058A     |
| 2 | Cornesse  | 4,83          | 2.186            | 452               | 63058A5-A6 |
| 3 | Soiron    | 4,21          | 841              | 200               | 63058B     |
| 4 | Wegnez    | 4,86          | 3.332            | 686               | 63058C     |

### Hameaux
Bouhaye, Chalsèche, Cromhaise, Drolenval, Fiérain, Forges-Thiry, Goffontaine, Les Foxhalles, Saint-Germain, Saute, Sohan, Tribomont.

## Démographie

### Démographie: Avant la fusion des communes
- Source: DGS recensements population
- 1970: Annexion de Cornesse en 1965

### Démographie: Commune fusionnée
En tenant compte des anciennes communes entraînées dans la fusion de communes de 1977, on peut dresser l'évolution suivante :
Les chiffres des années 1831 à 1970 tiennent compte des chiffres des anciennes communes fusionnées.
- Source: DGS , de 1831 à 1981=recensements population; à partir de 1990 = nombre d'habitants chaque 1 janvier[5]

## Héraldique
|  | La commune possède des armoiries qui lui ont été octroyées le 11 août 1926 et à nouveau le 7 novembre 1980. Les lions dans le chef sont ceux du Marquisat de Franchimont auquel le village appartenait de 898 à 1848. Les quatre moulins symbolisent tant les anciens moulins à eau de la région que les industries textiles locales qui connurent une grande importance du XVIIIe siècle au milieu du XXe siècle. Blasonnement : Coupé, en chef d'argent à trois lions de sinople, armés et lampassés de gueules, couronnés d'or, en pointe d'azur à quatre fers de moulin d'or rangés 3 et 1. - Arrêté royal : 26 juillet 1926 Source du blasonnement : Heraldy of the World. |

## Politique et administration

### Collège et conseil communal 2024-2030
| Collège communal  |                |       |
| ----------------- | -------------- | ----- |
| Bourgmestre       | Philippe Godin | Pepin |
| 1er Échevin       | Amaury Evrard  | Pepin |
| 2e Échevin        | Michel Legrand | Pepin |
| 3e Échevine       | Ipek Keskin    | Pepin |
| 4e Échevine       | Chantal Syven  | Pepin |
| Président du CPAS | Alex Baiverlin | Pepin |

### Jumelage
| Ville | Ville   | Pays | Pays   |
| ----- | ------- | ---- | ------ |
|       | Avallon |      | France |

## Patrimoine et culture

### Patrimoine architectural
- L'église Saints-Antoine-Ermite-et-Apolline[7], de style néo-gothique, a été bâtie en moellons de grès du Condroz. La simplicité des lignes et des matériaux ne laisse pas présager la richesse de la décoration intérieure qui recèle plus de 593 personnages peints ou sculptés. La construction a duré six ans (1893-1899) et l'architecte en est Clément Léonard. Elle est le seul édifice de la commune repris sur la liste du patrimoine immobilier exceptionnel de la Wallonie.
- La façade Art déco de l'usine La Textile de Pepinster.
- Le sanctuaire de Tancrémont contient le Vi Bon Dju (Vieux Bon Dieu), statue de bois représentant le Christ, datant de l'an mille et découverte dans la terre en 1825.
- Le fort de Tancrémont : dernier fort belge à déposer les armes en mai 1940.
- Le village de Soiron est repris parmi les plus beaux villages de Wallonie.
- Le patrimoine immobilier classé.
- Gastronomie : la tarte au riz est une spécialité de la région.

## Photographies

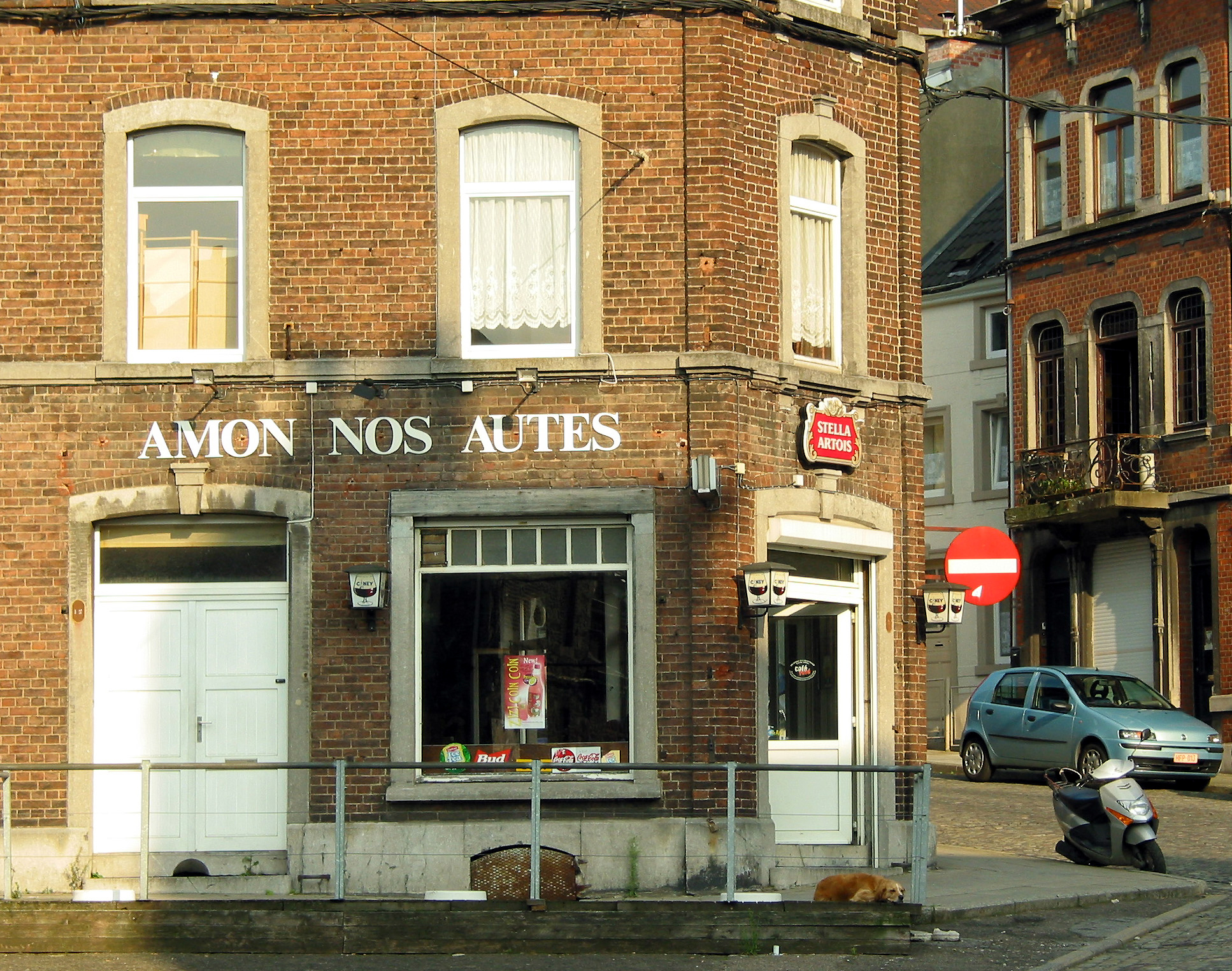
Un bistrot bien wallon.
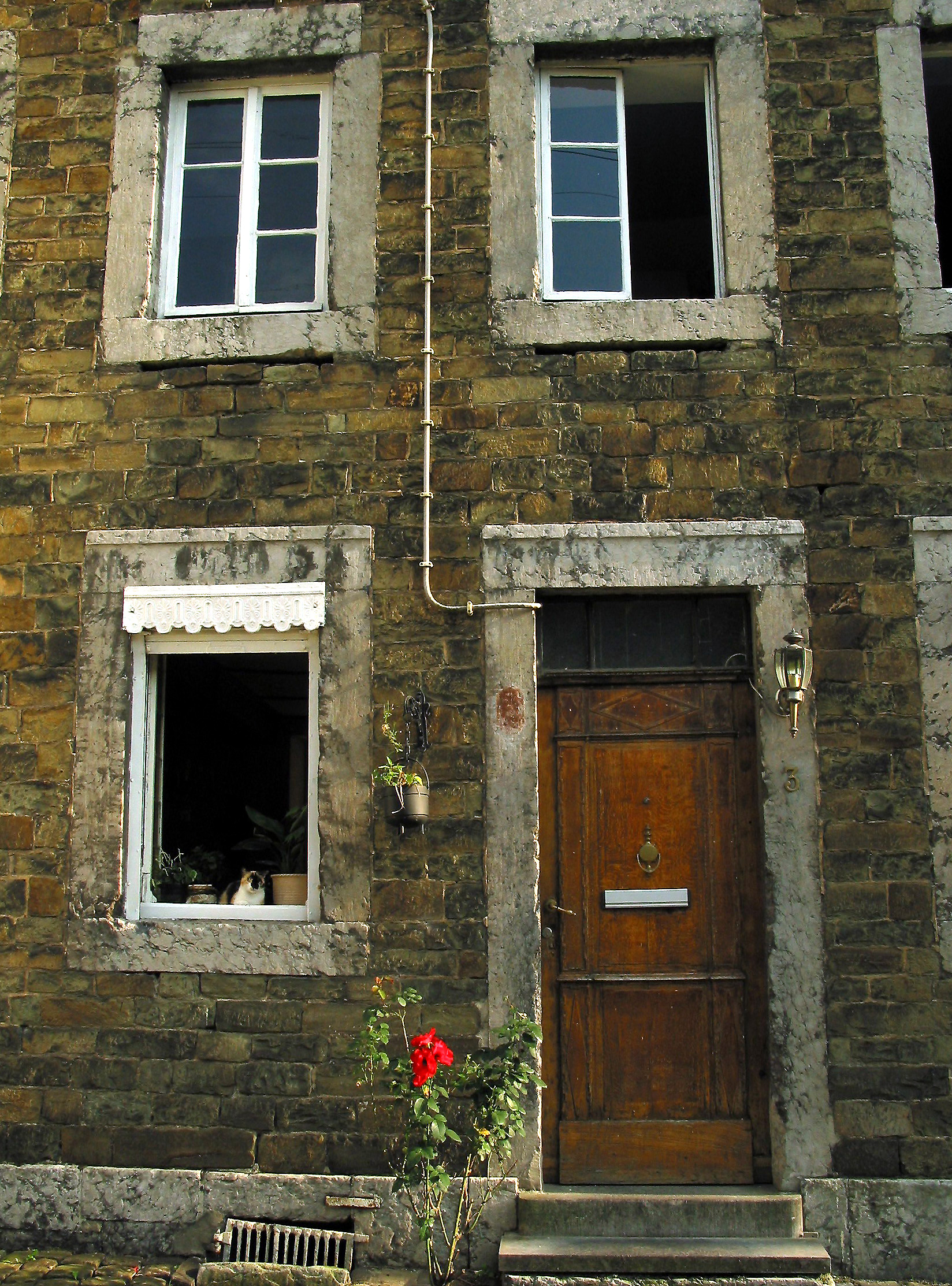
Façade de maison typique.
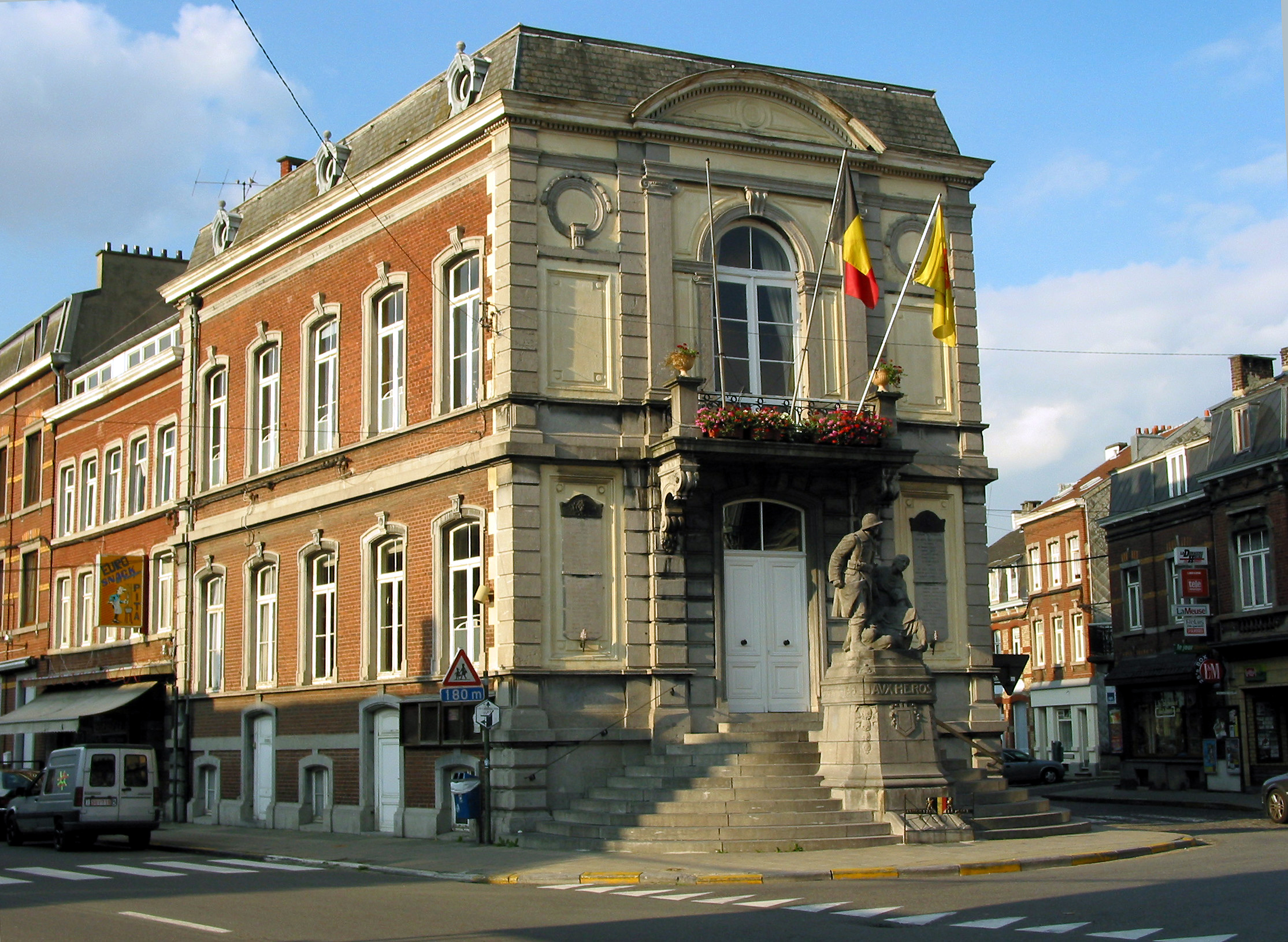
Maison communale et monument aux morts.
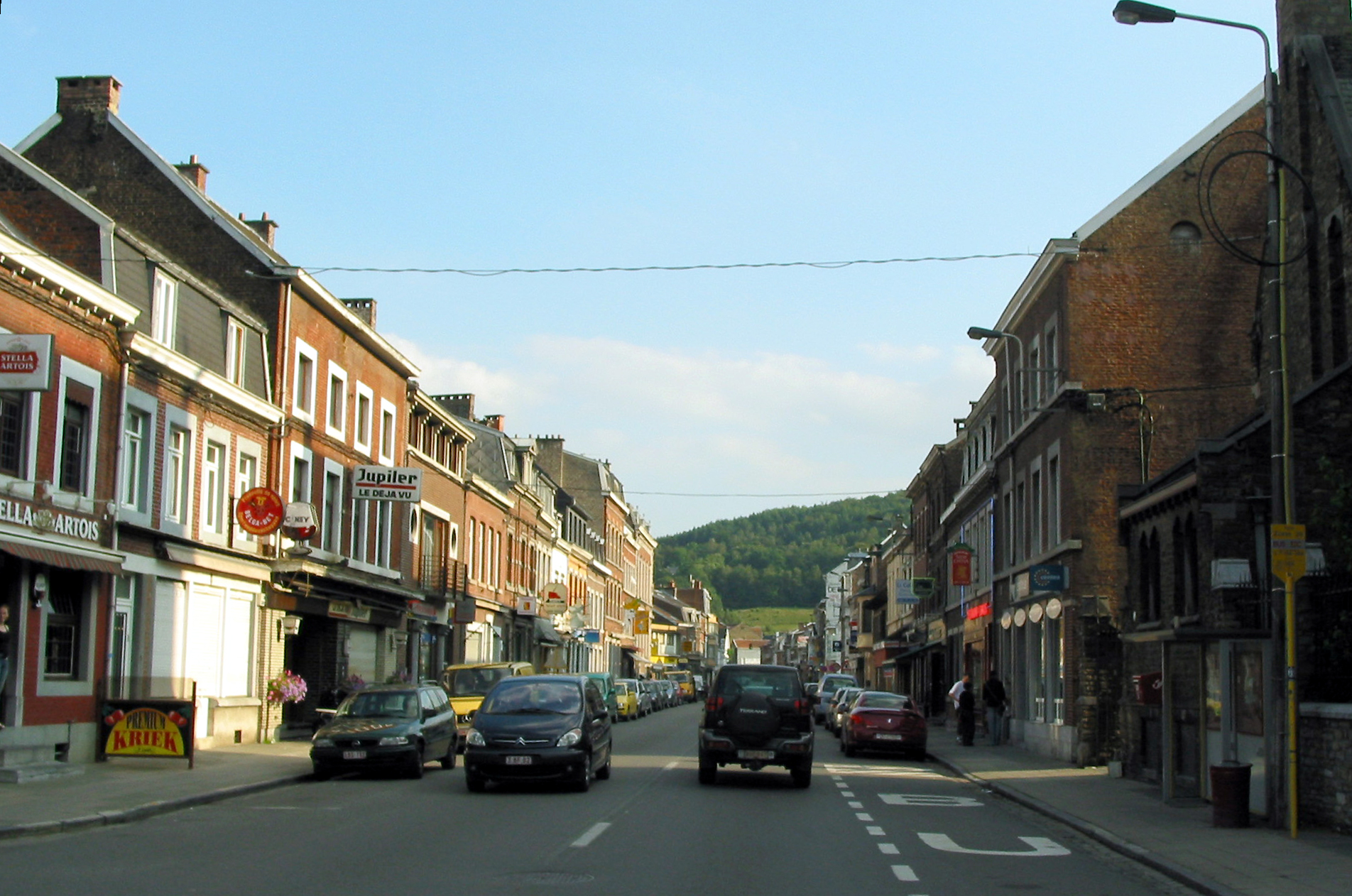
Rue Neuve.
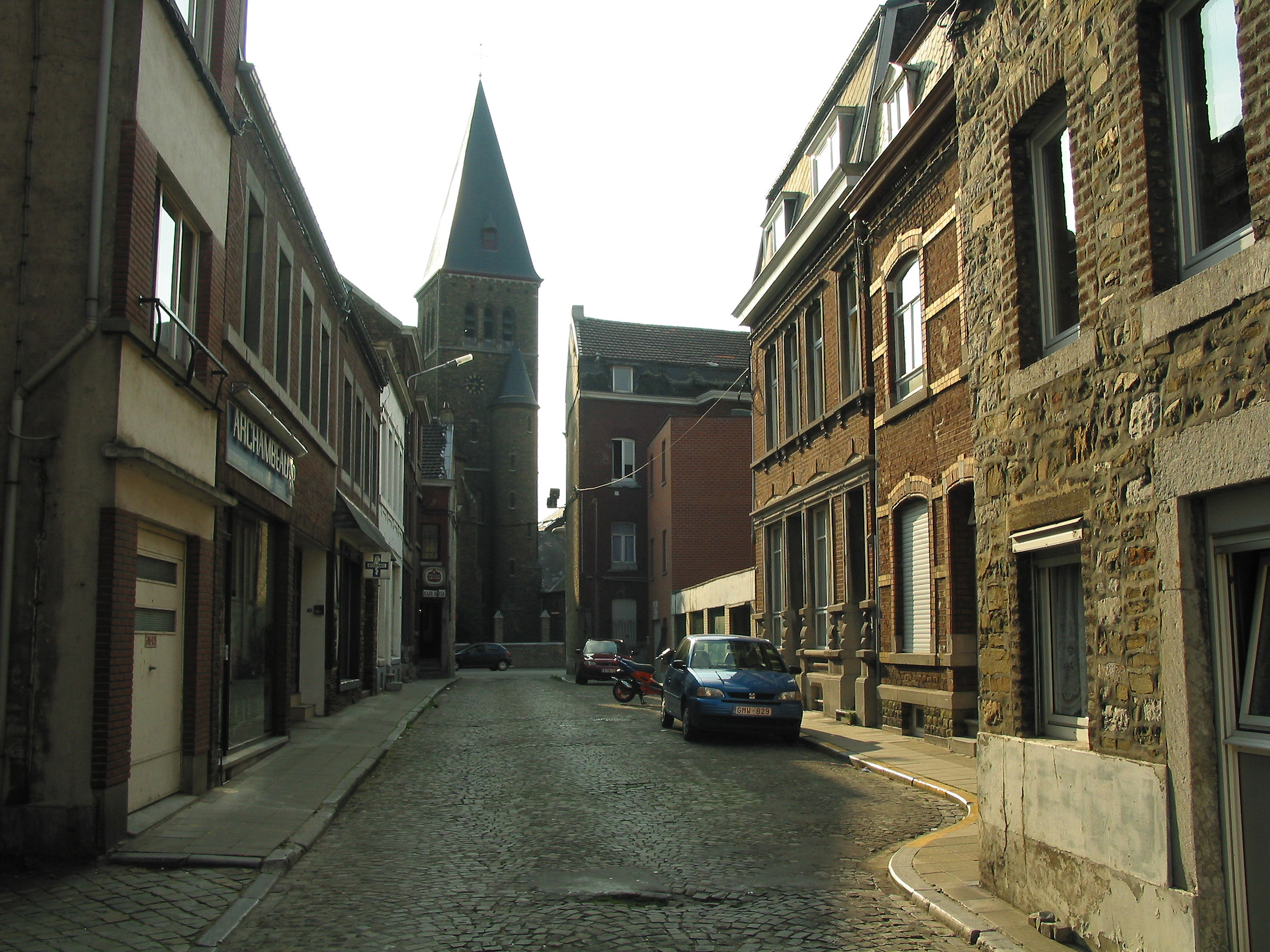
Rue Louis Formatin.
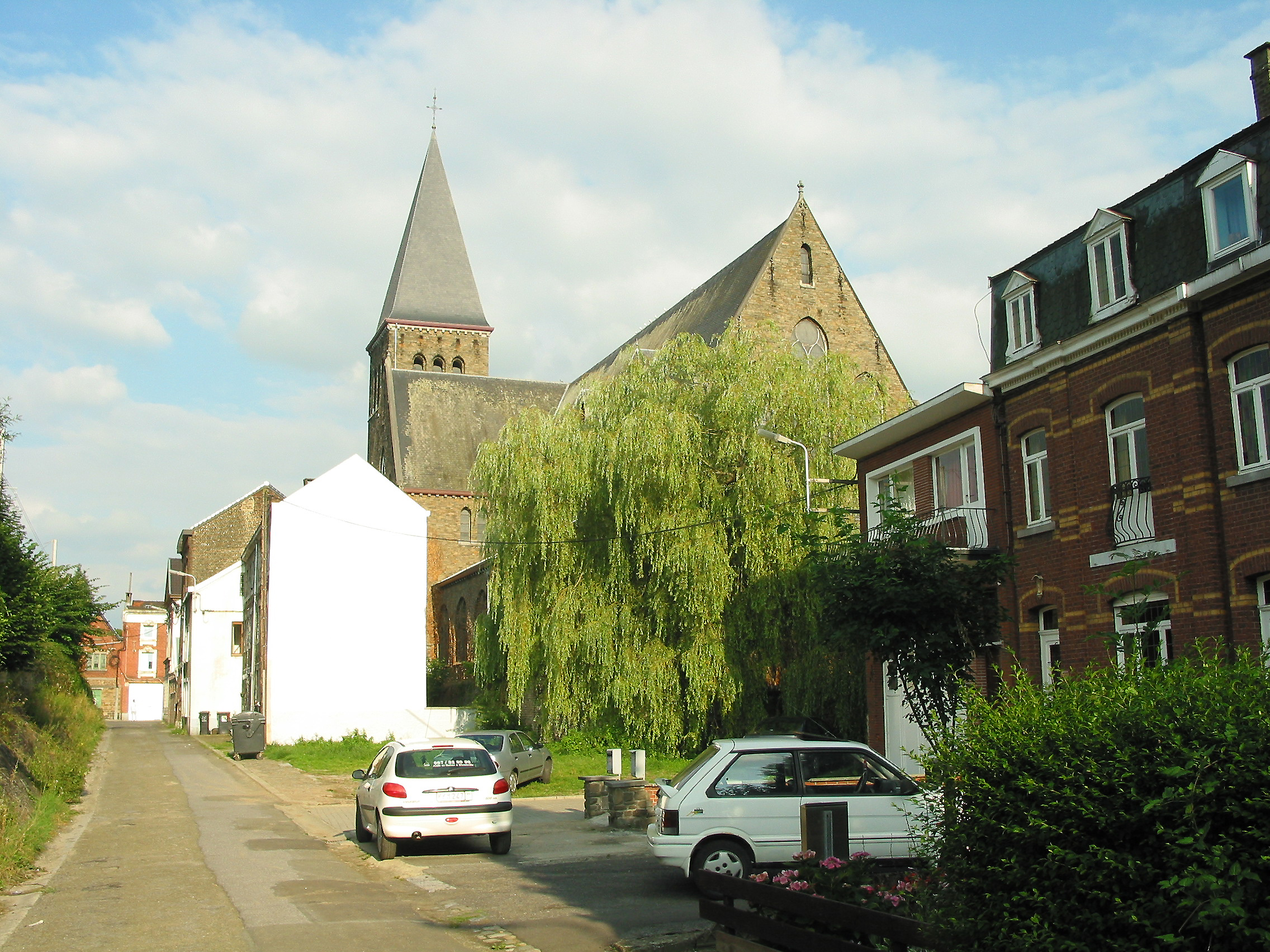
Abside de l'église St-Antoine l'Ermite.
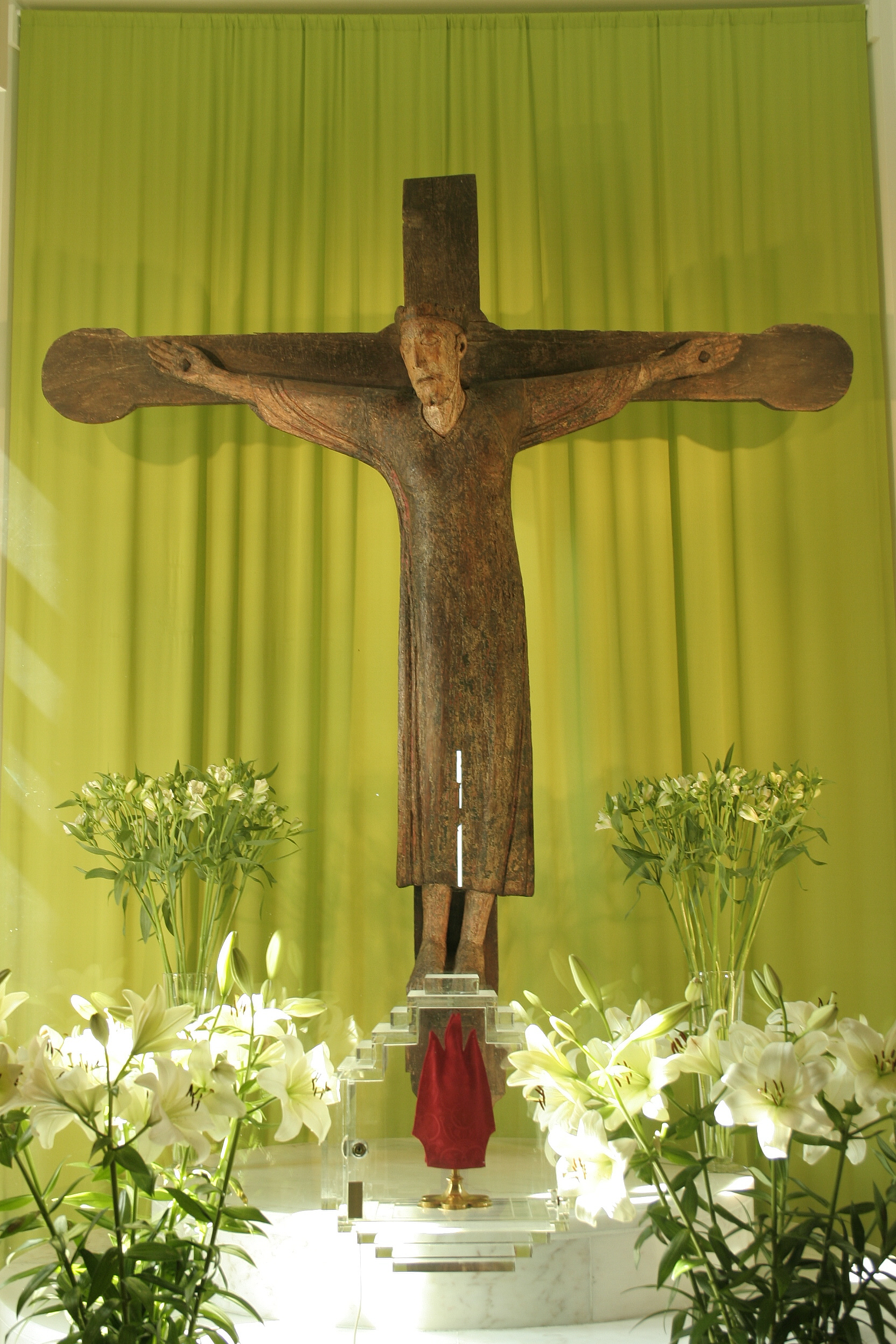
Le vieux Christ de Tancrémont (XIe siècle).
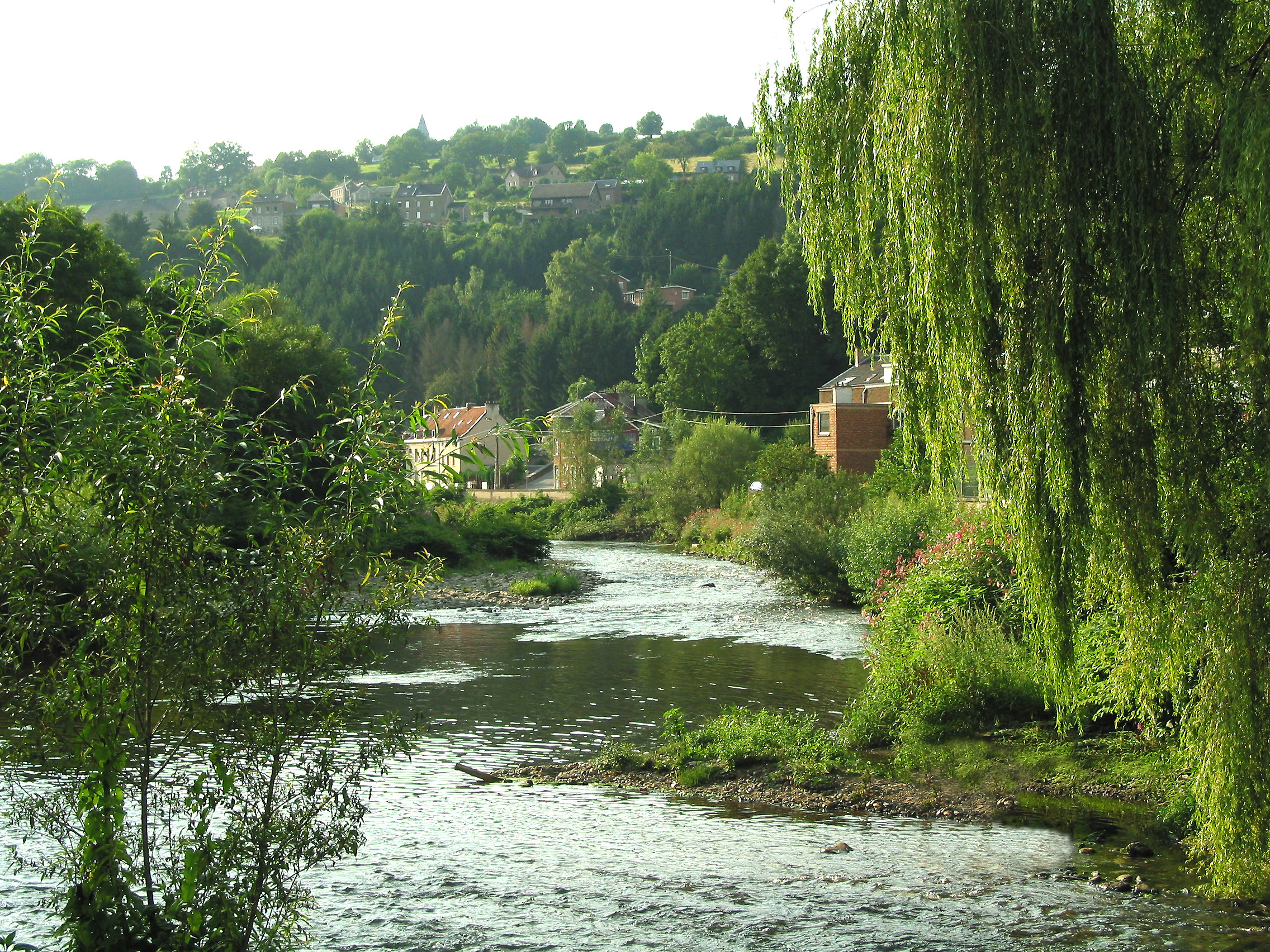
La Vesdre.
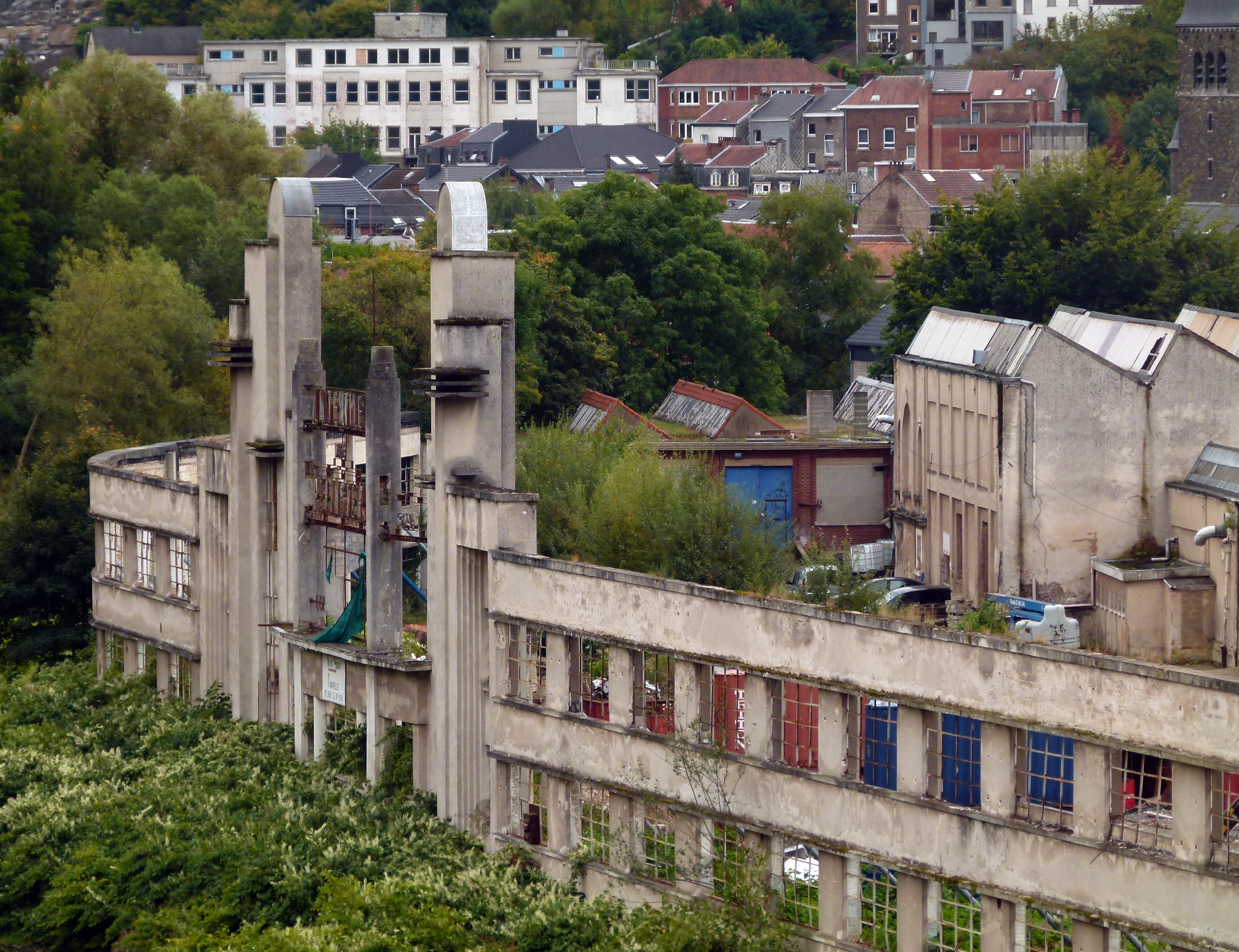
La Textile de Pepinster.
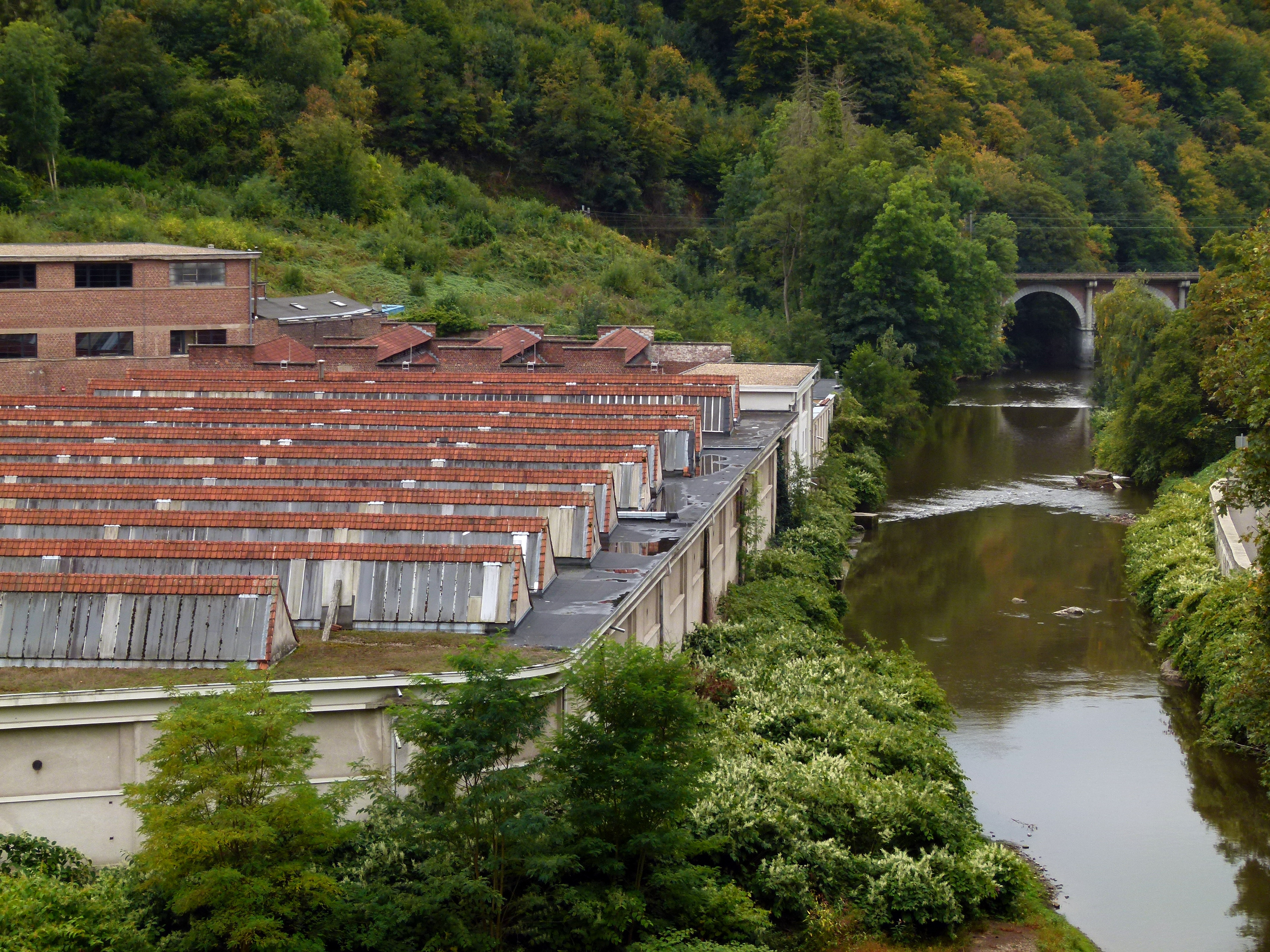
Vesdre avec usines.
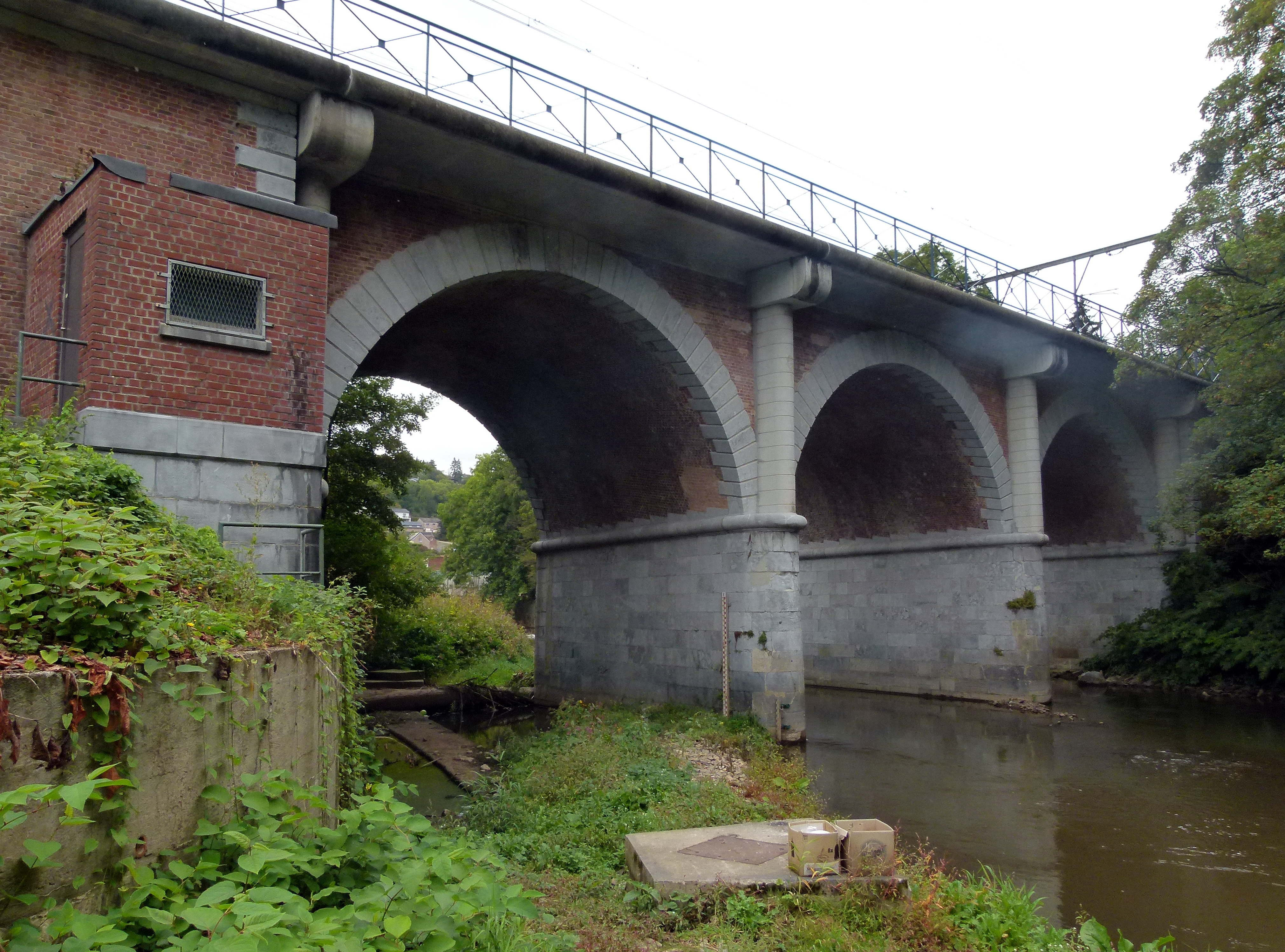
Pont ferroviaire.

## Sports et vie associative

### Sports
- Équipe de Basket de Verviers-Pepinster (D1 belge)
- Golf du Haras[8].

## Personnalités
- Jean-Henri Regnier-Poncelet (1800-1873), né à Forge Thiry-lez-Theux (hameau détaché de Theux lors de la création de la commune de Pepinster[9]) et décédé à Chalsèche-lez-Pépinster, industriel à Liège[10].